# N
Az N a latin ábécé 14., a magyar ábécé 22. betűje. Számítógépes használatban az ASCII kódjai: nagybetű – 78, kisbetű – 110.

## Jelentései

### Csillagászat
- n: a Drake-formulában a Tejútrendszer csillagainak száma
- N: a Drake-formulában a velünk egyidejűleg létező magasan fejlett civilizációk száma a Tejútrendszerben

### Fizika
- n: a törésmutató jele
- n: a neutron jele
- n: a politropikus állapotváltozás kitevője
- N: a newton a fizikában az erő mértékegysége
- N: a nagyítás jele
- N: a menetszám jele

### Kémia
- n°: a neutron jele
- N°: a neutronszám jele
- N: a nitrogén vegyjele

### Matematika
- n: mint ismeretlen, gyakran véges számosságot jelöl.
- Gyakorta használják sorozatok indexeként, futóindexként, vagy összegzés végértékének jelölésére.
- N: a természetes számok halmazának jele, általában szárát megvastagítva használják (ℕ).

### Statisztika
- n, N: egy sokaság elemszámának jele
- N: a normális eloszlás jele

### Egyéb
- n: a nano-, vagyis egy mennyiség 10−9-szeresének jelölése az SI-rendszerben
- N: Nemzetközi autójelként Norvégia jele
- n: betűhely. A kézirat terjedelemszámításának alapegysége: 1 n = 1 betűhely; a szóközt is beleértve (például egy szerzői ív 40000 leütés méretű)